# Kemps Creek, New South Wales
Kemps Creek este o suburbie în Sydney, Australia.